# Czesław Olech
Czesław Kazimierz Olech (ur. 22 maja 1931 w Pińczowie, zm. 1 lipca 2015 w Warszawie) – polski matematyk, przedstawiciel krakowskiej szkoły matematycznej, a w szczególności szkoły równań różniczkowych Tadeusza Ważewskiego.

## Studia i kariera naukowa
W roku 1954 Czesław Olech uzyskał magisterium na Wydziale Matematyki i Informatyki Uniwersytetu Jagiellońskiego, w 1958 obronił w Instytucie Matematycznym PAN pracę doktorską O koincydencji asymptotycznej zbiorów usłanych przez całki dwu układów równań różniczkowych zwyczajnych, napisaną pod kierunkiem Tadeusza Ważewskiego, habilitował się w 1962, w 1966 uzyskał tytuł profesora nadzwyczajnego a w 1973 profesora zwyczajnego.
- 1970-1986: dyrektor Instytutu Matematycznego PAN
- 1972-1991: dyrektor Międzynarodowego Centrum Matematycznego im. Stefana Banacha[4]
- 1979-1986: członek Komitetu Wykonawczego Międzynarodowej Unii Matematycznej[5]
- 1982-1983: przewodniczący Komitetu Organizacyjnego Międzynarodowego Kongresu Matematyków w Warszawie[6]
- 1987-1989: przewodniczący Komitetu Matematyki Polskiej Akademii Nauk[7]
- 1990-2002: przewodniczący Rady Naukowej Instytutu Matematycznego PAN

Czesław Olech był zapraszany, często jako visiting professor, przez czołowe światowe ośrodki matematyczne w Stanach Zjednoczonych, Związku Radzieckim (a następnie w Rosji), Kanadzie oraz w wielu krajach europejskich. Współpracował między innymi z Solomonem Lefschetzem, Siergiejem Nikolskim, Philipem Hartmanem i Roberto Contim, najwybitniejszymi matematykami zajmującymi się teorią równań różniczkowych. Profesor S. Lefschetz wysoko cenił szkołę prof. Tadeusza Ważewskiego, a szczególnie metodę retraktową, którą prof. Czesław Olech stosował rozwijając, między innymi, teorię sterowania. Był promotorem 9 prac doktorskich oraz recenzentem licznych prac doktorskich i habilitacyjnych.

## Dorobek naukowy
Podstawowymi obszarami badań naukowych prof. Czesława Olecha są jakościowa teoria równań różniczkowych oraz teoria sterowania, pojmowana zarówno w ujęciu klasycznym, jak i sformułowana w terminach inkluzji różniczkowych. Jego prace badawcze dotyczą również: algebry wieloliniowej, teorii miary i całki, teorii macierzy, ogólnej teorii systemów, optymalizacji, pierścieni przemiennych a także historii matematyki.
Warto również podkreślić uzyskane przez niego rezultaty dotyczące stabilności Lapunowa, asymptotycznych własności rozwiązań równań różniczkowych zwyczajnych, Hipotezy Jacobianowej w przypadku wielomianów, rozwiązań okresowych i punktów osobliwych w problemach teorii równań różniczkowych, zaś w teorii sterowania wyniki dotyczące istnienia ekstremalnych rozwiązań, problemów sterowania z wektorową funkcją kosztu istnienia rozwiązań dla inkluzji różniczkowych i problemów brzegowych. Uzyskał on ważne wyniki w rachunku wariacyjnym, w analizie matematycznej (w związku z problemami funkcji uwikłanych) oraz w teorii miary i całki, w szczególności dla odwzorowań wielowartościowych. Wyniki prof. Olecha należą dziś do klasyki teorii równań różniczkowych oraz teorii sterowania.

## Wyróżnienia
Doktoraty honoris causa:
- Uniwersytetu Wileńskiego: 1989
- Uniwersytetu Jagiellońskiego: 2006
- Akademii Górniczo-Hutniczej w Krakowie: 2009

Członkostwo w stowarzyszeniach naukowych:
- członek korespondent PAN (od 1973)[6]
- członek rzeczywisty PAN (od 1983)[6]
- członek Prezydium PAN
- członek Polskiej Akademii Umiejętności (od 1996)[6]
- członek rzeczywisty Papieskiej Akademii Nauk
- członek zagraniczny Rosyjskiej Akademii Nauk
- członek honorowy Związku Matematyków i Fizyków Czech i Słowacji
- członek Polskiego Towarzystwa Matematycznego
- członek Europejskiego Towarzystwa Matematycznego (w latach 1991-1992 wiceprezes Towarzystwa)
- członek Amerykańskiego Towarzystwa Matematycznego

Nagrody i odznaczenia:
- Nagroda Państwowa I stopnia
- Krzyż Komandorski z Gwiazdą Orderu Odrodzenia Polski (2001)[12]
- Krzyż Komandorski Orderu Odrodzenia Polski (1984)[6]
- Krzyż Oficerski Orderu Odrodzenia Polski (1977)[6]
- Medal im. Marina Drinova Bułgarskiej Akademii Nauk
- Medal im. Bernarda Bolzana Czechosłowackiej Akademii Nauk
- Medal im. Stefana Banacha Polskiej Akademii Nauk (1992)
- Medal im. Mikołaja Kopernika Polskiej Akademii Nauk (2001)[13]

## Publikacje
- A talk on the occasion of receiving an honorary degree. (Polish) Wiadom. Mat. 42 (2006), 55--58.
- On the Ważewski equation. Proceedings of the Conference Topological Methods in Differential Equations and Dynamical Systems (Kraków-Przegorzaƚy, 1996). Univ. Iagel. Acta Math. No. 36 (1998), 55--64.
- My contacts with Professor Kuratowski, 1970--1980. (Polish) X School of the history of mathematics (Międzyzdroje, 1996). Zesz. Nauk. Uniw. Opol. Mat. 30 (1997), 109--114.
- z Janas, J. ; Szafraniec, F. H. Wƚodzimierz Mlak (1931--1994). Volume dedicated to the memory of Wƚodzimierz Mlak. Ann. Polon. Math. 66 (1997), 1--9.
- z Meisters, Gary H. Global stability, injectivity, and the Jacobian conjecture. World Congress of Nonlinear Analysts '92, Vol. I--IV (Tampa, FL, 1992), 1059--1072, de Gruyter, Berlin, 1996.
- z Meisters, Gary H.Power-exact, nilpotent, homogeneous matrices. Linear and Multilinear Algebra 35 (1993), no. 3-4, 225--236.
- Introduction. New directions in differential equations and dynamical systems, viii--x, Royal Soc. Edinburgh, Edinburgh, 1991.
- z Meisters, Gary H. Strong nilpotence holds in dimensions up to five only. Linear and Multilinear Algebra 30 (1991), no. 4, 231--255.
- z Parthasarathy, T. ; Ravindran, G. Almost N-matrices and linear complementarity. Linear Algebra Appl. 145 (1991), 107--125.
- z Parthasarathy, T. ; Ravindran, G. A class of globally univalent differentiable mappings. Arch. Math. (Brno) 26 (1990), no. 2-3, 165--172.
- z Meisters, Gary H. A Jacobian condition for injectivity of differentiable plane maps. Ann. Polon. Math. 51 (1990), 249--254.
- z Lasota, A. Zdzisƚaw Opial---a mathematician (1930--1974). Ann. Polon. Math. 51 (1990), 7--13.
- The Lyapunov theorem: its extensions and applications. Methods of nonconvex analysis (Varenna, 1989), 84--103, Lecture Notes in Math., 1446, Springer, Berlin, 1990.
- Global diffeomorphism question and differential equations. Qualitative theory of differential equations (Szeged, 1988), 465--471, Colloq. Math. Soc. János Bolyai, 53, North-Holland, Amsterdam, 1990.
- z Meisters, Gary H. Solution of the global asymptotic stability Jacobian conjecture for the polynomial case. Analyse mathématique et applications, 373--381, Gauthier-Villars, Montrouge, 1988.
- z Meisters, Gary H. A poly-flow formulation of the Jacobian conjecture. Bull. Polish Acad. Sci. Math. 35 (1987), no. 11-12, 725--731.
- Global asymptotic stability and global univalence on the plane. Proceedings of the Eleventh International Conference on Nonlinear Oscillations (Budapest, 1987), 189--194, János Bolyai Math. Soc., Budapest, 1987.
- Some remarks concerning controllability. Contributions to modern calculus of variations (Bologna, 1985), 184--188, Pitman Res. Notes Math. Ser., 148, Longman Sci. Tech., Harlow, 1987.
- On n-dimensional extensions of Fatou's lemma. Z. Angew. Math. Phys. 38 (1987), no. 2, 266--272.
- z Aubin, Jean-Pierre ; Frankowska, Halina. Controllability of convex processes. SIAM J. Control Optim. 24 (1986), no. 6, 1192--1211.
- z Meisters, Gary H. Global asymptotic stability for plane polynomial flows. Časopis Pěst. Mat. 111 (1986), no. 2, 123--126.
- z Aubin, Jean-Pierre ; Frankowska, Halina. Contrôlabilité des processus convexes. (French) [Controllability of convex processes] C. R. Acad. Sci. Paris Sér. I Math. 301 (1985), no. 5, 153--156.
- Decomposability as a substitute for convexity. Multifunctions and integrands (Catania, 1983), 193--205, Lecture Notes in Math., 1091, Springer, Berlin, 1984.
- z Frankowska, Halina. Boundary solutions of differential inclusion. Special issue dedicated to J. P. LaSalle. J. Differential Equations 44 (1982), no. 2, 156--165.
- z Frankowska, Halina. $R$-convexity of the integral of set-valued functions. Contributions to analysis and geometry (Baltimore, Md., 1980), pp. 117--129, Johns Hopkins Univ. Press, Baltimore, Md., 1981.
- Lower semiconductivity of integral functionals. Analysis and control of systems *Differential games of evasion. Differential equations (Proc. Internat. Conf., Uppsala, 1977), pp. 155--161. Sympos. Univ. Upsaliensis Ann. Quingentesimum Celebrantis, No. 7, Almqvist & Wiksell, Stockholm, 1977.
- A characterization of $L\sb{1}$-weak lower semicontinuity of integral functionals. Bull. Acad. Polon. Sci. Sér. Sci. Math. Astronom. Phys. 25 (1977), no. 2, 135--142.
- Existence theory in optimal control. Control theory and topics in functional analysis. md1.csa.com. [zarchiwizowane z tego adresu (2012-08-29)]. (Internat. Sem., Internat. Centre Theoret. Phys., Trieste, 1974), Vol. I, pp. 291--328. Internat. Atomic Energy Agency, Vienna, 1976.
- The achievements of Tadeusz Ważewski in the mathematical theory of optimal control. (Polish) Wiadom. Mat. (2) 20 (1976), no. 1, 66--69. 49-03
- z Szarski, J. ; Szmydt, Z. Tadeusz Ważewski (1896--1972). (Polish) Wiadom. Mat.
- Weak lower semicontinuity of integral functionals. Existence theorem issue. J. Optimization Theory Appl. 19 (1976), no. 1, 3--16.
- Existence theory in optimal control problems in the underlying ideas. md1.csa.com. [zarchiwizowane z tego adresu (2012-08-29)].. International Conference on Differential Equations (Proc., Univ. Southern California, Los Angeles, Calif., 1974), pp. 612--635. Academic Press, New York, 1975.
- Existence of solutions of non-convex orientor fields. Collection of articles dedicated to Giovanni Sansone on the occasion of his eighty-fifth birthday. Boll. Un. Mat. Ital. (4) 11 (1975), no. 3, suppl., 189--197.
- The characterization of the weak closure of certain sets of integrable functions. Collection of articles dedicated to the memory of Lucien W. Neustadt. SIAM J. Control 12 (1974), 311--318.
- z Kaczyński, H. Existence of solutions of orientor fields with non-convex right-hand side. Collection of articles dedicated to the memory of Tadeusz Ważewski. Ann. Polon. Math. 29 (1974), 61--66.
- z Szarski, J. ; Szmydt, Z. Tadeusz Ważewski (1896--1972). Collection of articles dedicated to the memory of Tadeusz Ważewski. Ann. Polon. Math. 29 (1974), 1--13.
- z Węgrzyn, S. ; Skowronek, M. Optimization of a sequence of operations at limitations imposed on particular operations. Bull. Acad. Polon. Sci. Sér. Sci. Tech. 20 (1972), 65--68.
- Convexity in existence theory of optimal solution. Actes du Congrès International des Mathématiciens (Nice, 1970), Tome 3, pp. 187--192. Gauthier-Villars, Paris, 1971.
- z Węgrzyn, Stefan ; Skowronek, Marcin. Optimization of sequences of operations under constraints on the individual operations. (Polish) Podstawy Sterowania 1 (1971), 147--151.
- Existence theorems for optimal control problems involving multiple integrals. J. Differential Equations 6 1969 512--526.
- Existence theorems for optimal problems with vector-valued cost function. Trans. Amer. Math. Soc. 136 1969 159--180.
- z Lasota, A. On Cesari's semicontinuity condition for set valued mappings. Bull. Acad. Polon. Sci. Sér. Sci. Math. Astronom. Phys. 16 1968 711--716.
- On the range of an unbounded vector-valued measure. Math. Systems Theory 2 1968 251--256.
- O Approximation of set-valued functions by continuous functions. Colloq. Math. 19 1968 285--293.
- z Szegë, G. P. ; Cellina, A. On the stability properties of a third order system. Ann. Mat. Pura Appl. (4) 78 1968 91--103.
- Lexicographical order, range of integrals and "bang-bang" principle. 1967 Mathematical Theory of Control (Proc. Conf., Los Angeles, Calif., 1967) pp. 35--45 Academic Press, New York.
- z Klee, Victor. Characterizations of a class of convex sets. Math. Scand 20 1967
- z Pliś, A. Monotonicity assumption in uniqueness criteria for differential equations. Colloq. Math. 18 1967 43--58.
- On a system of integral inequalities. Colloq. Math. 16 1967 137--139.
- z Lasota, A. On the closedness of the set of trajectories of a control system. Bull. Acad. Polon. Sci. Sér. Sci. Math. Astronom. Phys. 14 1966 615--621.
- z Lasota, A. An optimal solution of Nicoletti's boundary value problem. Ann. Polon. Math. 18 1966 131--139.
- Extremal solutions of a control system. J. Differential Equations 2 1966 74--101.
- Contribution to the time optimal control problem. Abh. Deutsch. Akad. Wiss. Berlin Kl. Math. Phys. Tech. 1965 1965 no. 2, 438--446 (1966).
- A note concerning set-valued measurable functions. Bull. Acad. Polon. Sci. Sér. Sci. Math. Astronom. Phys. 13 1965 317--321.
- A note concerning extremal points of a convex set. Bull. Acad. Polon. Sci. Sér. Sci. Math. Astronom. Phys. 13 1965 347--351.
- Global phase-portrait of a plane autonomous system. Ann. Inst. Fourier (Grenoble) 14 1964 fasc. 1, 87--97.
- z Mlak, W. Integration of infinite systems of differential inequalities. Ann. Polon. Math. 13 1963 105--112.
- On the global stability of an autonomous system on the plane. Contributions to Differential Equations 1 1963 389--400.
- z Meisters, Gary H. Locally one-to-one mappings and a classical theorem on schlicht functions. Duke Math. J. 30 1963 63--80.
- z Hartman, Philip. On global asymptotic stability of solutions of differential equations. Trans. Amer. Math. Soc. 104 1962 154--178.
- A connection between two certain methods of successive approximations in differential equations. Ann. Polon. Math. 11 1962 237--245.
- On the asymptotic coincidence of sets filled up by integrals of two systems of ordinary differential equations. Ann. Polon. Math. 11 1961 49--74.
- On the existence and uniqueness of solutions of an ordinary differential equation in the case of Banach space. Bull. Acad. Polon. Sci. Sér. Sci. Math. Astronom. Phys. 8 1960 667--673.
- Remarks concerning criteria for uniqueness of solutions of ordinary differential equations. Bull. Acad. Polon. Sci. Sér. Sci. Math. Astronom. Phys. 8 1960 661--666.
- A simple proof of a certain result of Z. Opial. Ann. Polon. Math. 8 1960 61--63.
- z Opial, Z. Sur une inégalité différentielle. (Italian) Ann. Polon. Math. 7 1960 247--254.
- Estimates of the exponential growth of solutions of a second order ordinary differential equation. Bull. Acad. Polon. Sci. Sér. Sci. Math. Astr. Phys. 7 1959 487--494 (unbound insert).
- Periodic solutions of a system of two ordinary differential equations. Bull. Acad. Polon. Sci. Sér. Sci. Math. Astr. Phys. 7 1959 137--140.
- Asymptotic behaviour of the solutions of second order differential equations. Bull. Acad. Polon. Sci. Sér. Sci. Math. Astr. Phys. 7 1959 319--326 (unbound insert).
- On the characteristic exponents of the second order linear ordinary differential equation. Bull. Acad. Polon. Sci. Sér. Sci. Math. Astr. Phys. 6 1958 573--579.
- Sur un problème de M. G. Sansone lié à la théorie du synchrotrone. (French) Ann. Mat. Pura Appl. (4) 44 1957 317--329.
- On surfaces filled up by asymptotic integrals of a system of ordinary differential equations. Bull. Acad. Polon. Sci. Cl. III. 5 (1957), 935--941, LXXIX.
- z Opial, Z. ; Ważewski, T. Sur le problème d'oscillation des intégrales de l'équation y"+g(t)y=0. (French) Bull. Acad. Polon. Sci. Cl. III. 5 (1957), 621--626, LIII.
- Sur certaines propriétés des intégrales de l'équation y'=f(x,y), dont le second membre est doublement périodique. (French) Ann. Polon. Math. 3 (1957), 189--199.
- On the asymptotic behaviour of the solutions of a system of ordinary non-linear differential equations. Bull. Acad. Polon. Sci. Cl. III. 4 (1956), 555--561.
- z Gołąb, S. Contribution à la théorie de la formule simpsonienne des quadratures approchées. (French) Ann. Polon. Math. 1, (1954). 176--183[14].